# Eritreában történt légi közlekedési balesetek listája
Az Eritreában történt légi közlekedési balesetek listája mind a halálos áldozattal járó, mind pedig a kisebb balesetek, meghibásodások miatt történt, gyakran csak az adott légiforgalmi járművet érintő baleseteket is tartalmazza évenkénti bontásban.

## Eritreában történt légi közlekedési balesetek

### 1970
- 1970. március 12., Aszmara. Leszállás közben lezuhant az Ethiopian Airlines ET-AAY lajstromjelű, Douglas DC–6 típusú utasszállító repülőgépe. A balesetben érintett 3 fő személyzet és egy fő utas nem sérült meg.[1]

### 1976
- 1976. október 13., Aszmara repülőterének közelében (10 km-re). Az Ethipoian Airlines légitársaság Douglas DC–6 típusú, ET-AAZ lajstromjelű utasszállító repülőgépe felszállás közben lezuhant. A balesetben senki sem vesztette életét.[1]